# Tel Dan
Tel Dan (hebräisch תֵּל דָּן, arabisch تل القادي Tell al-Qadi / Tell al Kadi, DMG Tall al-qāḍī ‚Hügel des Richters‘) ist ein Nationalpark und Naturreservat etwa einen Kilometer nördlich vom Kibbuz Dan in der Chulaebene, Obergaliläa, im Norden Israels. Das Reservat umfasst den etwa 20 Meter hohen Siedlungshügel (Tel) einer von der frühen kanaanitischen bis in die römische Zeit bewohnten Stadt, sowie die Quellen des Dan-Flusses.

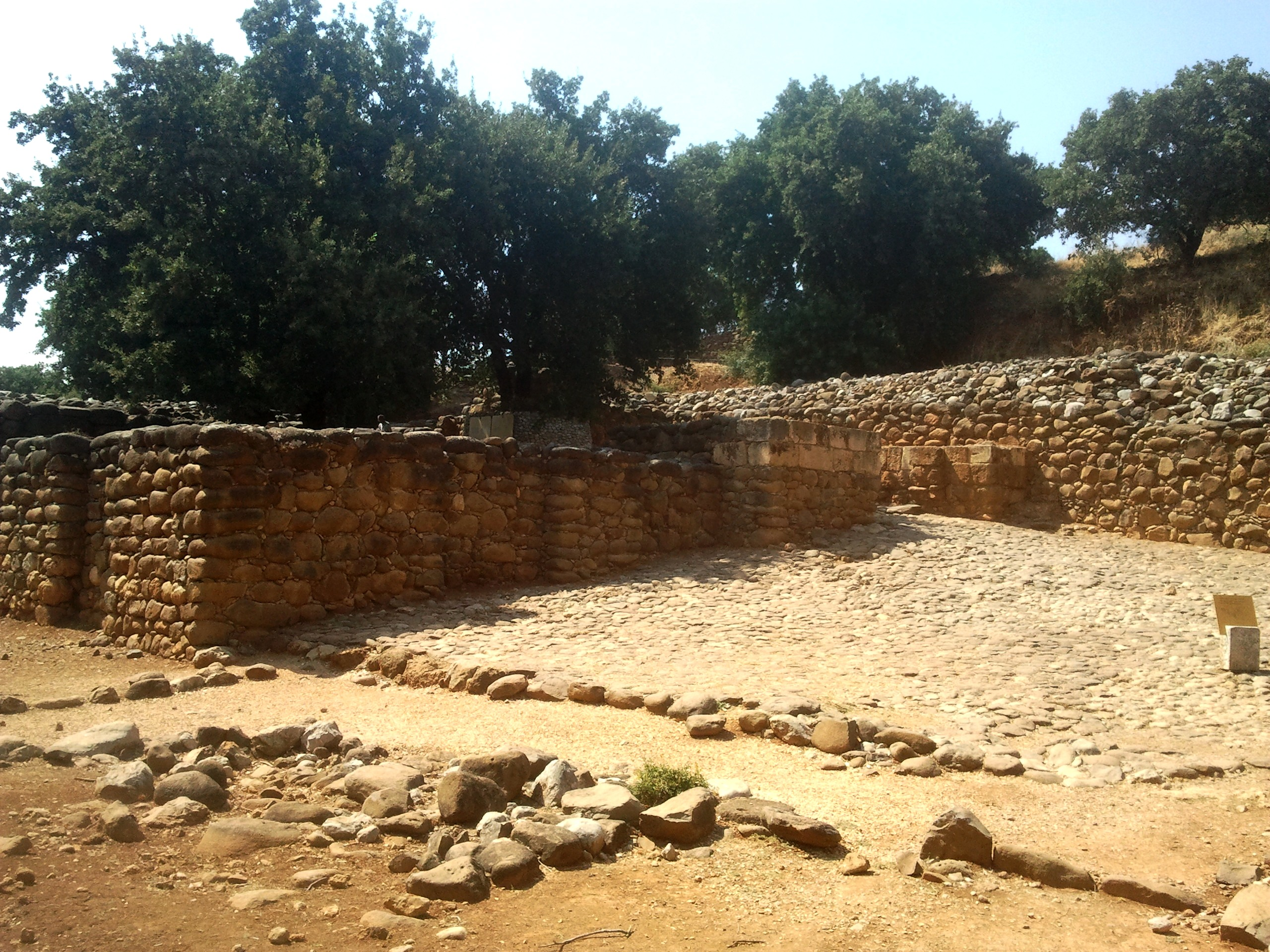
Tel Dan, israelitisches Tor

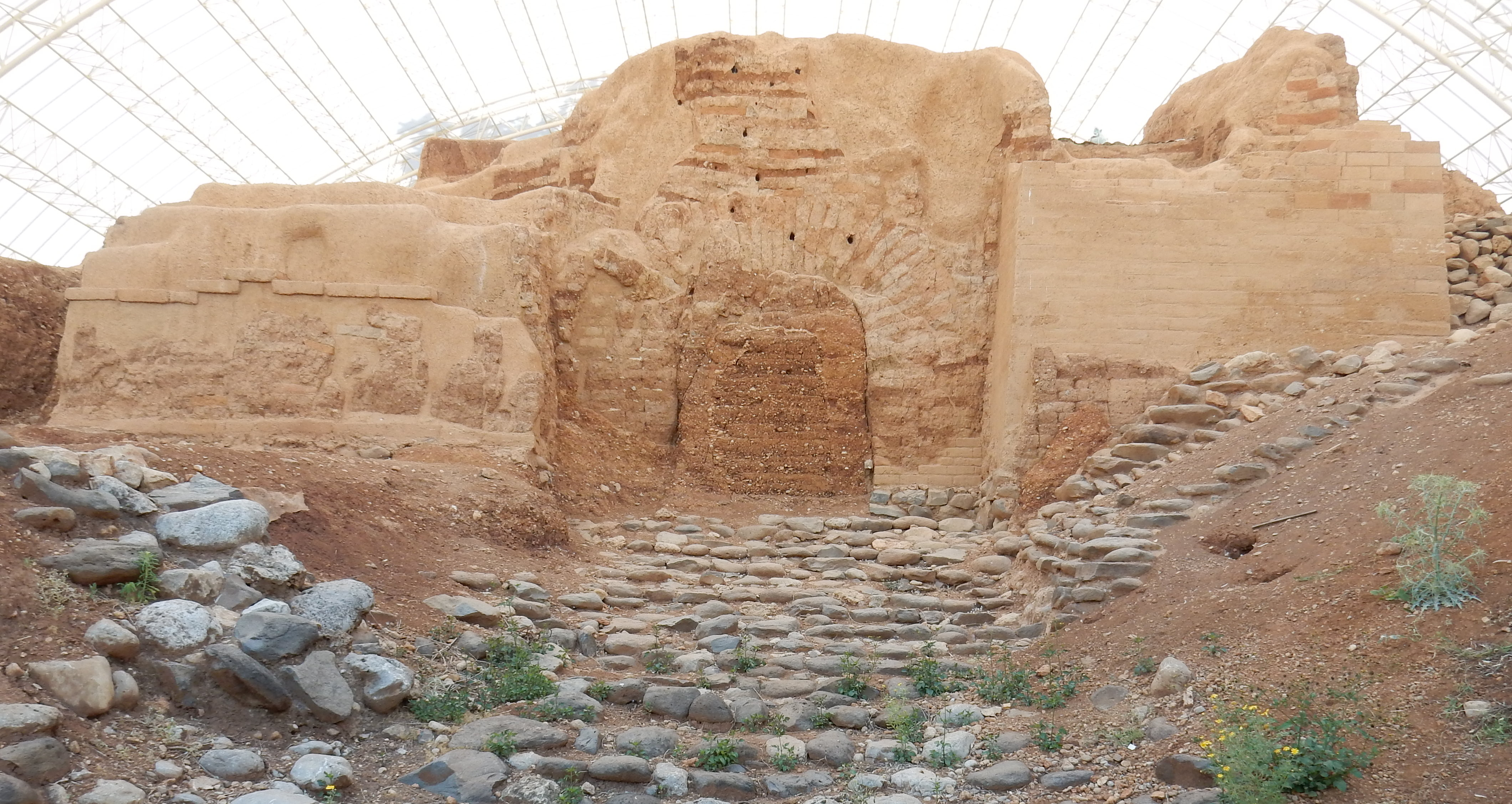
Tel Dan, kanaanäisches Tor

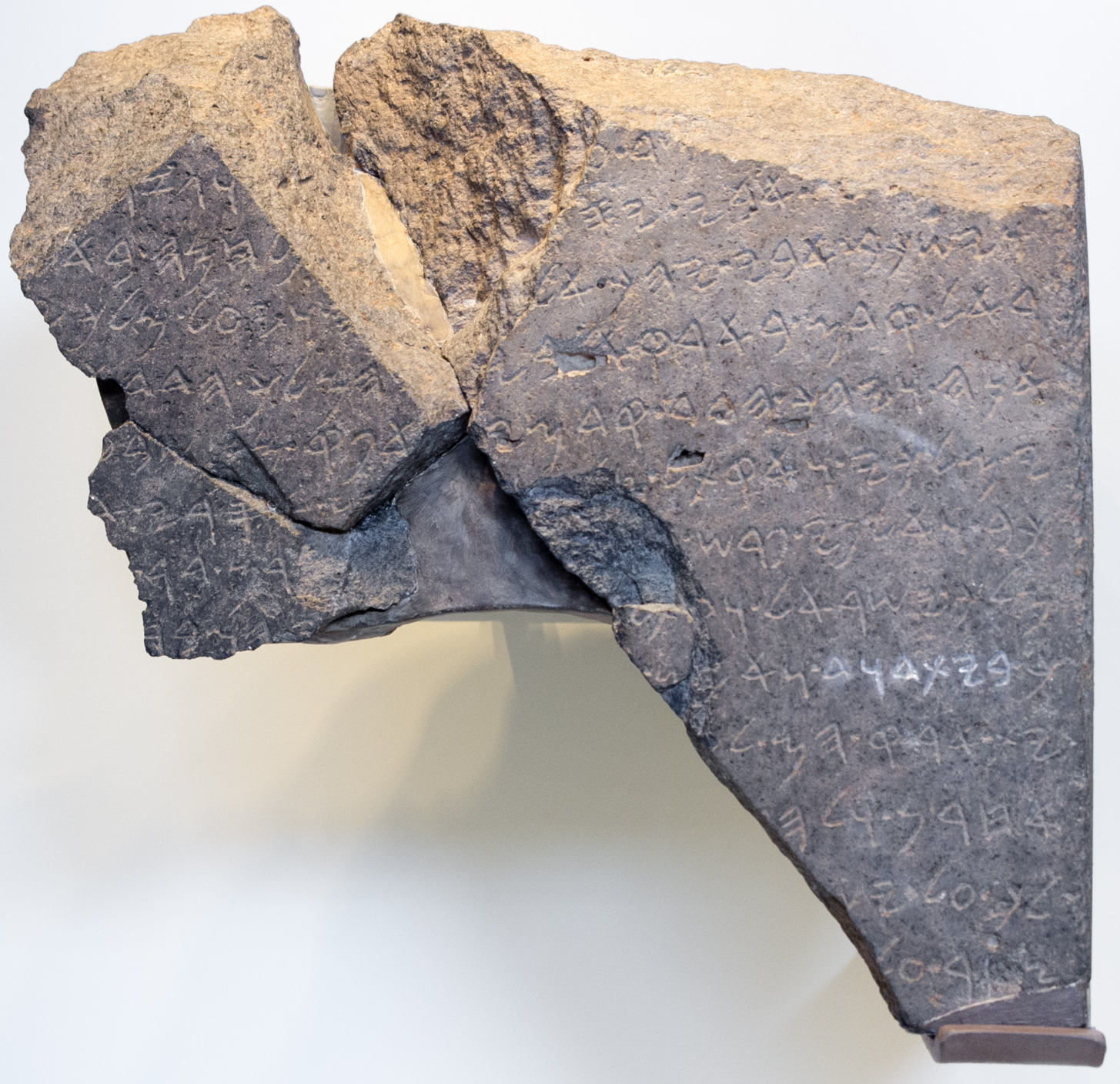
Tel-Dan-Inschrift. Die Erwähnung des „Hauses David“ findet sich in der 9. Zeile

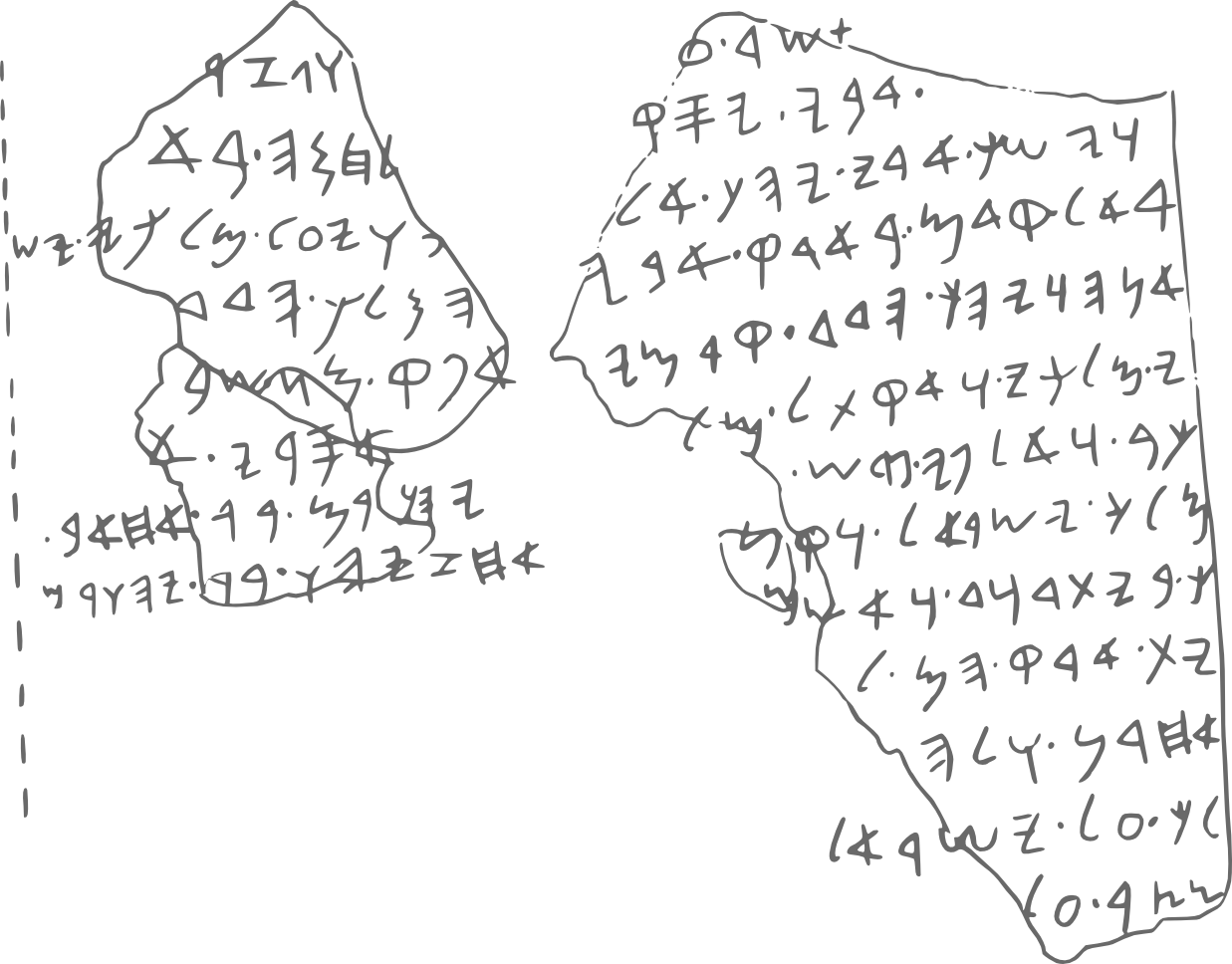
Tel-Dan-Inschrift. Die Erwähnung des „Hauses David“ findet sich in der 9. Zeile

## Geschichte
Die erste Stadt wurde um 2700 v. Chr. gegründet und von kanaanitischen Stämmen besiedelt. Die Stadt Lajisch (auch Leshem, Laish genannt) soll später vom israelitischen Stamm Dan erobert und weiter bewohnt worden sein(Ri 18,11-31 ). Nach der Teilung des salomonischen Reiches soll der israelitische König Jerobeam die Stadt Dan zur Kultstätte und zur Alternative zum Jerusalemer Tempel erhoben haben. Die Kultstätte an erhöhter Stelle nördlich der Dan-Quelle wurde bis in die hellenistische Periode genutzt. In der Römerzeit wurde die Stadt verlassen, die Besiedelung verlagerte sich nach Banyas. 1838 erkannte Edward Robinson in dem Tel die biblische Stadt Dan.
1966 begann ein Archäologenteam unter der Leitung von Professor Avraham Biran mit Ausgrabungen. Dabei wurde ein gepflasterter öffentlicher Platz freigelegt. Im Sommer 1993 wurde ein schwarzer Basaltblock entdeckt, der die Tel-Dan-Inschrift trägt.
1964 kam es im sogenannten „Wasserkrieg“ zu militärischen Auseinandersetzungen um die Nutzung der Quelle zwischen Syrien und Israel. Anlass war die Grenzziehung von 1923 zwischen dem britischen Völkerbundsmandat für Palästina und dem französischen Völkerbundmandat für Syrien und Libanon. Die Grenze wurde mit einem Bleistiftstrich auf der Karte direkt nördlich von Tel Dan gezogen, um im britischen Mandatsgebiet ein Eretz Israel von Dan bis Beʾer Scheva gemäß der biblischen Überlieferung zu verwirklichen. Der Strich auf der Karte entspricht einem Streifen von etwa 130 Metern Breite, in dem sich auch die Dan-Quellen befinden, und den sowohl Syrien als auch Israel für sich beanspruchten. Syrien leitete daraus den Anspruch ab, die Quellen anzuzapfen und das Wasser nach Norden abzuleiten. Um diesem Anspruch Nachdruck zu verleihen, wurde im 400 Meter entfernten Dorf Nohila ein Militärposten eingerichtet, auf dem Panzer stationiert wurden. Israel reagierte mit dem Anlegen einer befestigten Patrouillenstraße an der Nordflanke des Tels und mit einer permanenten Belegung des israelischen Militärpostens auf dem Tel. Nach immer häufigeren Feuergefechten beschoss die syrische Armee am 13. November den Kibbuz Dan. Israel reagierte mit einem massiven Einsatz von Land- und Luftstreitkräften und zerstörte den syrischen Militärposten und die Geräte, die für die syrische Wasserableitung vorgesehen waren. Weitere syrische Bemühungen, die Hoheit über die Dan-Quellen zu erlangen, wurden durch den Sechstagekrieg und die Verschiebung der israelisch-syrischen Waffenstillstandslinie nach Osten obsolet.
Israel hatte seinerseits bereits in den frühen 1960er Jahren eine Wasserableitung aus der Dan-Quelle geplant, um der Wasserknappheit in Israel zu begegnen. Ab 1966 wurden die Möglichkeiten, das Wasser des Dan zu nutzen, heftig zwischen Wasserplanern und Naturschützern diskutiert. Die Naturschützer forderten den Erhalt der Natur in Tel Dan und drängten auf eine Wasserentnahme weiter flussabwärts. Nach dreijähriger Diskussion setzten sie sich durch, und das Gebiet des Tel Dan wurde im Jahre 1974 zum Naturschutzgebiet erklärt.

## Naturschutzgebiet
Die Quellen des Dan verteilen sich auf mehrere Quellpools im Reservat. Mit einer jährlichen Schüttung von 240 Millionen Kubikmeter ist der Dan nicht nur der größte der drei Jordan-Quellflüsse, sondern auch die ergiebigste Quelle im Nahen Osten. Gleichzeitig ist das Quellgebiet des Dan sehr klein, nahezu das gesamte Wasser des Flusses entspringt den Tiefenquellen. Dadurch tritt das Wasser mit einer konstant niedrigen Temperatur von 14,5 °C und mit hoher Qualität und Reinheit zutage.
Das Gebiet wird von der Israel Nature and Parks Authority beaufsichtigt. 